# Warburgiella breviseta
Warburgiella breviseta är en bladmossart som beskrevs av Brotherus 1925. Warburgiella breviseta ingår i släktet Warburgiella och familjen Sematophyllaceae. Inga underarter finns listade i Catalogue of Life.